# Bh

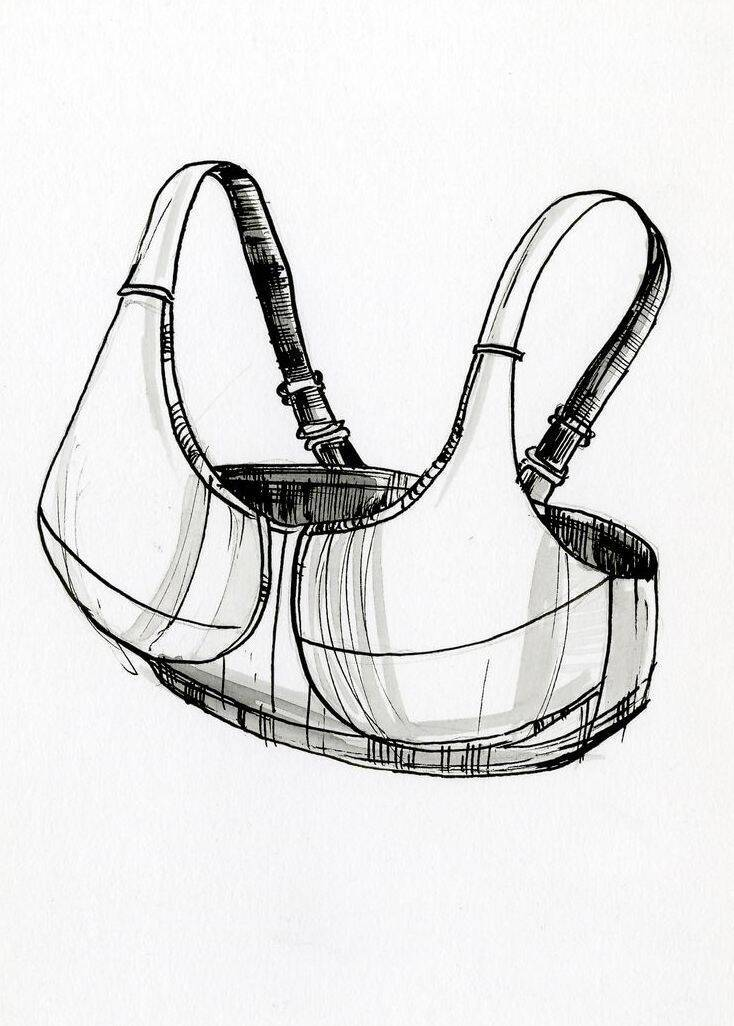
Behå.

Bh, kort för bysthållare, även behå, är ett underklädesplagg för kvinnor, som stöder, samlar och formar brösten.

## Historik
Olika sorters bysthållare kan finnas så långt tillbaka i tiden som 4500 f.Kr. Kvinnorna i Grekland bar under antiken en bröstsnörning, vilken kallades apodesmos eller mastodeton, som gav deras byst stadga när de tränade.
I den antika kvinnodräkten återfinns ett bh-liknande plagg (latin strophium, av grekiska strophion, bröstbinda) som bestod av ett brett tygband som kvinnan virade runt sin byst. Ibland var detta försett med axelband.
Ordet bysthållare kommer av tyskans Büstenhalter. På engelska heter det bra, som är en förkortning av franskans brassière. (Ett fransk-svenskt "hand-lexikon" från 1841 översätter brassières (plural) till liten kort tröja att hålla kroppen stadig.) På franska heter dock bh soutien-gorge. Storlekarna anges med två mått: storleken på brösten (kupan) (AA–L) och omkretsen på kroppen (60–115 cm).
Den allmänna uppfattningen är att den moderna bh:n uppfanns av fransyskan Herminie Cadolle 1889. Uppfinningen som hon kallade le bien-être ("välgöraren") bestod av två delar. Den nedre delen var en korsett för midjan, och den övre delen gav bysten stöd med hjälp av axelband. 1905 började den övre delen att säljas separat under namnet soutien-gorge ("nackstöd"). Cadolles företag existerar än idag. Ida Rosenthal skapade år 1922 den första bh:n med kupor för brösten, och hennes företag Maidenform införde sedan de kupstorlekar som ännu används internationellt.
Denna historieskrivning kan komma att påverkas då forskare 2008 hittade delar av en bh med en matchande trosa, som påminner om dagens, på slottet Lengberg i södra Österrike. Kuporna är sydda av ett finare tyg och axelbanden i ett grövre. Vid en kol-14-analys av tyget daterades underkläderna till 1400-talet.
Det behålösa modet slog igenom efter 1968, först bland radikala feminister och unga kvinnor. Det blev snabbt uppfattat som modernt, ungt, fräscht och naturligt och efter hand ett allmänt mode. Omkring 1980 blev bh:n åter ett modeplagg, då i ännu fler variationer i form, förstärkning och stoppning, inte sällan med tydlig retrokänsla.

### Myten om behåbränning
Traditionellt är behåbränning en symbol för en protest hos vänsterradikala feminister på 1960- och 1970-talet. Begreppet myntades i och med en Miss America-tävling år 1968 där en grupp vänsterradikaler protesterade mot att kvinnosynen hade blivit sexistisk. De protesterande slängde då sina accessoarer som förknippades med kvinnoförtryck. Saker som de slängde var allt från behåar och lösögonfransar. Enstaka små grupper av kvinnor brände sina behåar men inte i någon större skala, och att det var utbrett faktoid och var något som journalister konstruerat för att få rubriker. Reportrar som skrev om behåbränning ville möjligen förknippa dessa handlingar med flaggbränning och inkallelsebränningar som förekom under denna tid i en mer utbredd omfattning. Uppmaningen "Bränn bh:n!" blev ett etablerat uttryck för uppror mot patriarkatet.

## Storlekar

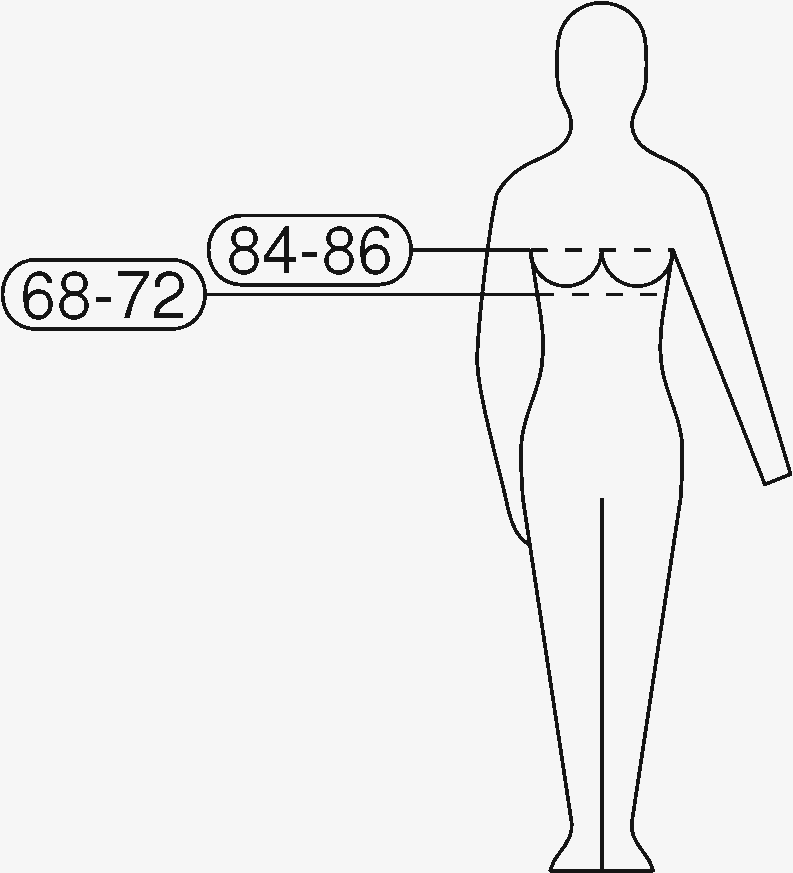
Piktogram för storlek 70B.

Det finns två mått som ska sammanställas för bh:n storlek: måttet under bysten och måtten där bysten är som störst med bh på. Storleken anges därefter med en bokstav och ett nummer. Bokstaven representerar ett standardiserat kupmått. Numret representerar ryggbandets storlek som är ett mått under bysten. Måtten under bysten anges i olika enheter i olika länder.
Till följd av standarden EN 13402 anges måttet i centimeter i EU, avrundat till närmaste femtal (70, 75, 80, etc). EU:s standard för ryggbandets storlekar är:
| Ryggbandets storlek  | 60    | 65    | 70    | 75    | 80    | 85    | 90    | 95    | 100    | 105     | 110     | 115     | 120     | 125     |
| Omkrets i centimeter | 58–62 | 63–67 | 68–72 | 73–77 | 78–82 | 83–88 | 88–92 | 93–98 | 98–102 | 103–108 | 108–112 | 113–118 | 118–122 | 123–128 |

Kupstorleken avgörs av bröstens massa, vidd och projicering, och räknas fram genom att subtrahera måttet över med måttet under bysten. Kupan är alltså skillnaden mellan måtten. EU:s standard för kupstorlek är:
| Kupa                                | AA    | A     | B     | C     | D     | E     | F     | G     | H     | J     | K     |
| Skillnad mellan måtten i centimeter | 10–12 | 12–14 | 14–16 | 16–18 | 18–20 | 20–22 | 22–24 | 24–26 | 26–28 | 28–30 | 30–32 |

Eftersom kupstorleken avgörs både av bröstmassa, bröstens bredd och projicering kan den egentliga storleken skilja sig från den storlek som uträkningen ger. En större kupstorlek ska då prövas med ett mindre bandmått, eller ett större bandmått med en mindre kupa; samma person kan pröva A80, B75, C70 och D65 eftersom kupbredden som regel är proportionell i förhållande till bandbredden under bysten.
Vid större kupstorlekar kan det dock bli lite förvirrande eftersom en del tillverkare kallar storleken som kommer efter D för DD istället för E och det som logiskt sett borde bli F för DDD. Detta gäller dock oftast brittiska (UK) och amerikanska (US) storlekar men inte europeiska storlekar.
Den största brösthållaren som överhuvudtaget tillverkats hade kupstorlek WW eller 60 centimeters skillnad, enligt Guinness rekordbok.
Bh-kupor finns som hela, 3/4, 1/2 och någon gång som 1/4 (öppen) för olika typer av urringning.

### Bestämmande av storlek beroende på kroppstyp
Måttet under bysten som används för bestämmandet av ryggbandets storlek skapar ofta problem. Kroppars olika egenskaper måste hållas i åtanke. Det primära stödet i en behå kommer från just ryggbandet. För att ryggbandet ska ha ett funktionellt stöd så måste det sitta tillräckligt åtsittande och stadigt på kroppen. Beroende på kroppstyp och mängden mjuk kroppsvävnad så måste måttet under bysten mätas med anpassad åtstramning.

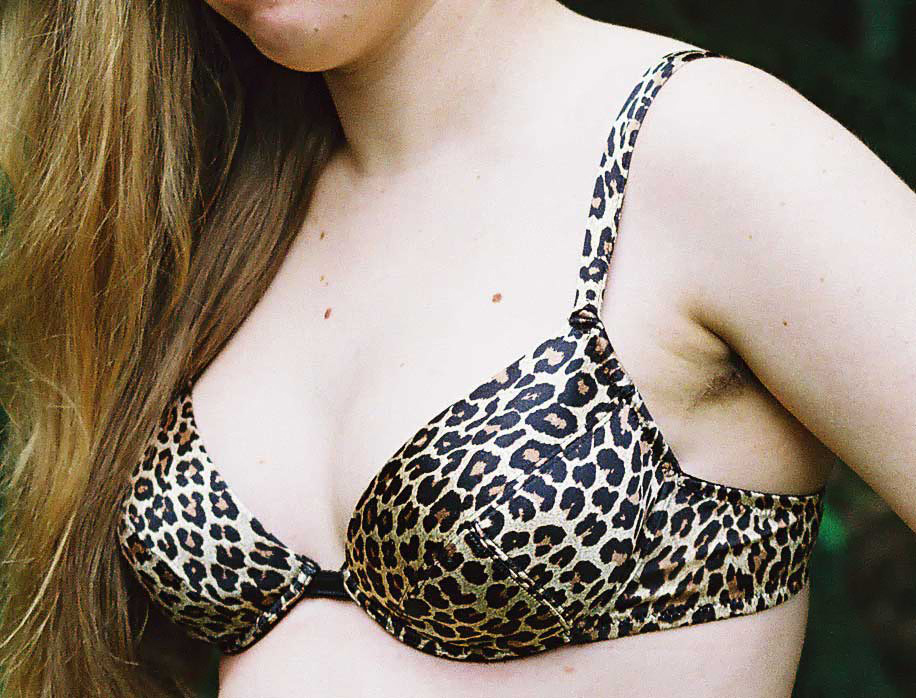
Leopardmönstrad bygel-bh.

## Olika typer av bh:ar[12]
Amnings-bh är en bh där bröstet lätt kan tillgängliggöras för barnet vid amning.
Axelbandslös bh är en bh som sitter uppe utan axelband. Den hålls uppe genom att byglar och silikon klämmer åt under bröstet och formar bysten. Viktigt är att byglarna sitter åt runt bröstet så att silikonet på insidan fäster mot huden. Finns i storlekar upp till H-kupa.
Balconette är en upplyftande, vadderad bygelbehå, som får bysten att sticka ut likt en balkong. Första designen utfördes i USA 1938. Balconetten var mode i mitten av 1950-talet, då bystdrottningarna var skönhetsideal. Balconetten kan ha avtagbara axelband och kan användas till djupt urringade klänningar. Den har ofta halvkupor och bygel.
Bh med genomskinliga axelband är gjord för att bäras under tunna plagg och linnen för att axelbanden inte ska vara så framträdande.
Bh-underklänning är ihopsydd med en underklänning. Den var populär under andra hälften av 1960-talet och utfördes ofta i pastell eller mönstrat tyg.
Bombshell: en bombshell-bh har bygel och vaddering som lyfter bysten. Den har oftast extra kuddar, som hjälper till att skjuta ihop bysten från sidan. Främst avpassad för kvinnor med mindre byst.
Bygel-bh, på engelska underwire-bra, formar och stöder bysten med en metall- eller plastbygel under bröstet.
Sömlös bh är gjord för att ge slätt intryck och saknar sömmar som annars syns under tunna plagg. De saknar oftast både byglar och vaddering.
Formpressad bh är en sömlös med formpressade kupor. Det finns formpressade bygel-bh:ar samt vadderade och mjuka behåar.
T-shirt-bh är en sömlös push-up-bh med ett formpressat, vadderat inner- och ytterhölje. Den är tänkt att bäras under tighta tröjor. 
Gelé-bh är push-up eller balconnet med geléfyllda kuddar. Gelékudden fördelar sig efter bröstens storlek.
Luft-bh har luftkuddar i stället för vaddering eller gelé. Det finns både luftkuddar som kan pumpas upp samt "fasta" kuddar.
Lång bh har långa paneler som täcker magen och ryggen ned till midjan. Har ofta en formande effekt ungefär som en lång gördel och bars tidigare ofta tillsammans med en kortare sådan. Är numera ofta axelbandslös och kan ha stödskenor i fronten och på sidorna.
Minimizer-bh är en behå som är gjord för att förminska bysten. Den fördelar bysten i en större och lite plattare form och minskar bystomfånget med i cirka en storlek. En minimizer säljs i större storlekar från C-kupa och uppåt.
Mjuk bh är en mjuk behå utan bygel som hjälper till att lyfta bysten. Den formar bysten med resårer under, och med sömmar över, kuporna.

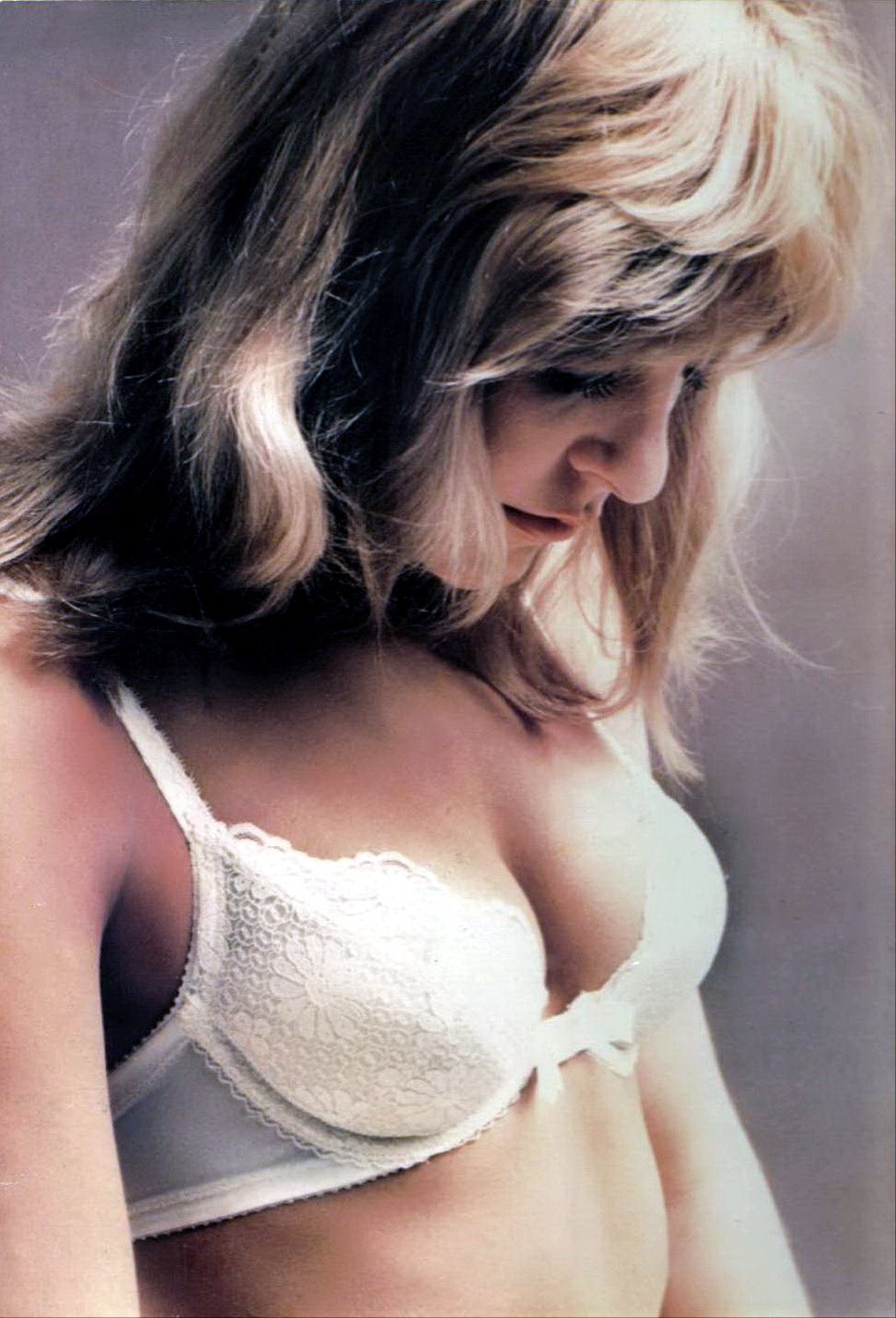
Wonderbra från 1975.

Push-up: en push-up-behå har bygel och form som pressar brösten inåt och ofta även upp underifrån. Den blandas ofta ihop med bombshell-behåar eftersom båda är formändrande, men en push-up har varken kuddar eller vaddering. Wonderbra är ett framgångsrikt varumärke känt för push-upbehåar. Under 1990-talet kom en ny push-up-trend.
Spets-bh är dekorerad med spets eller helt tillverkad i spets. Den har ofta halv kupa.
Sport-bh är ämnad för fysisk aktivitet. Förutom att ge stöd under aktiviteten är de gjorda i funktionsmaterial för att transportera bort svett.

## Galleri

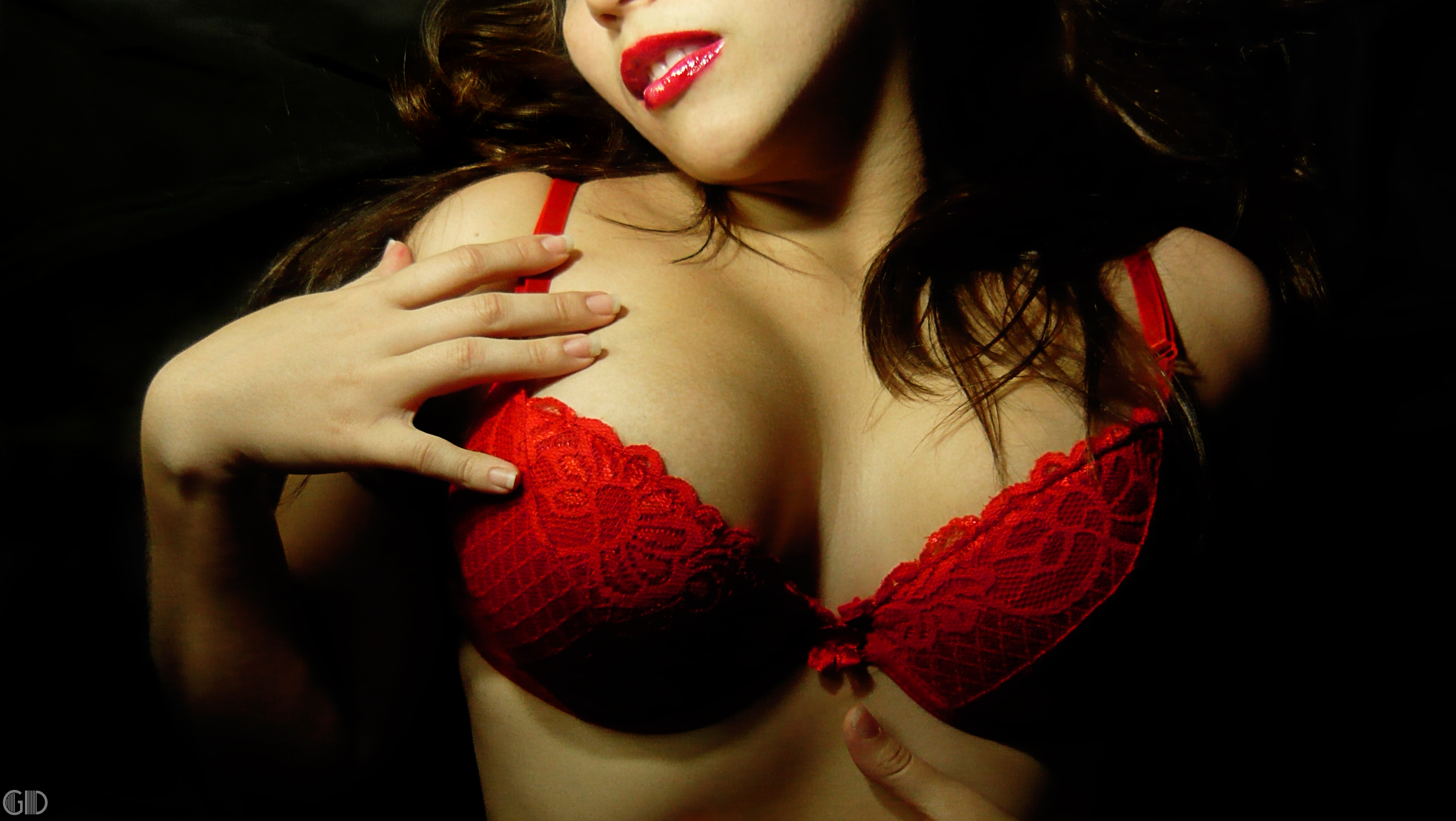
Röd bh.
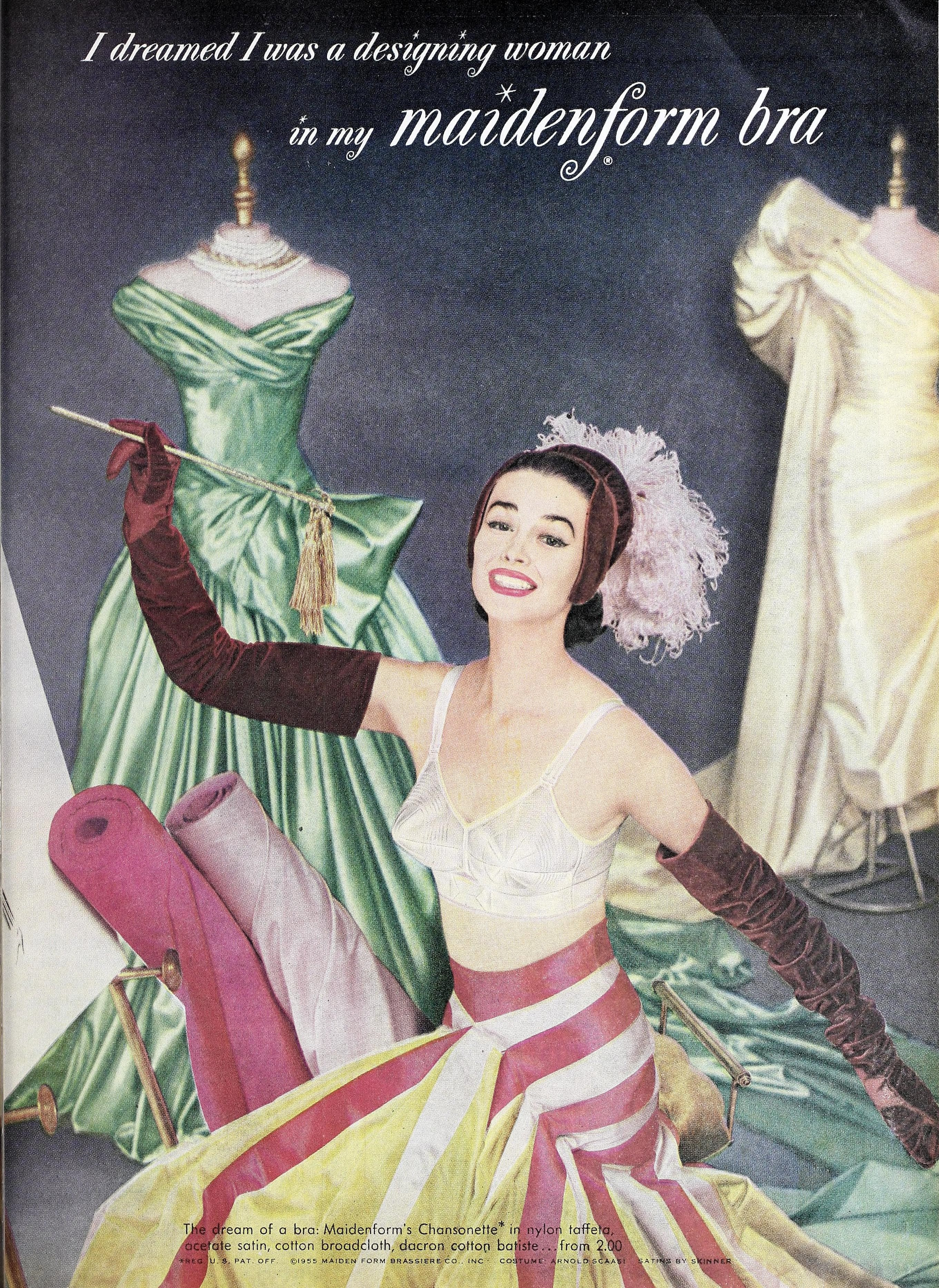
Reklamannons för Maidenforms bh Chansonette 1955.
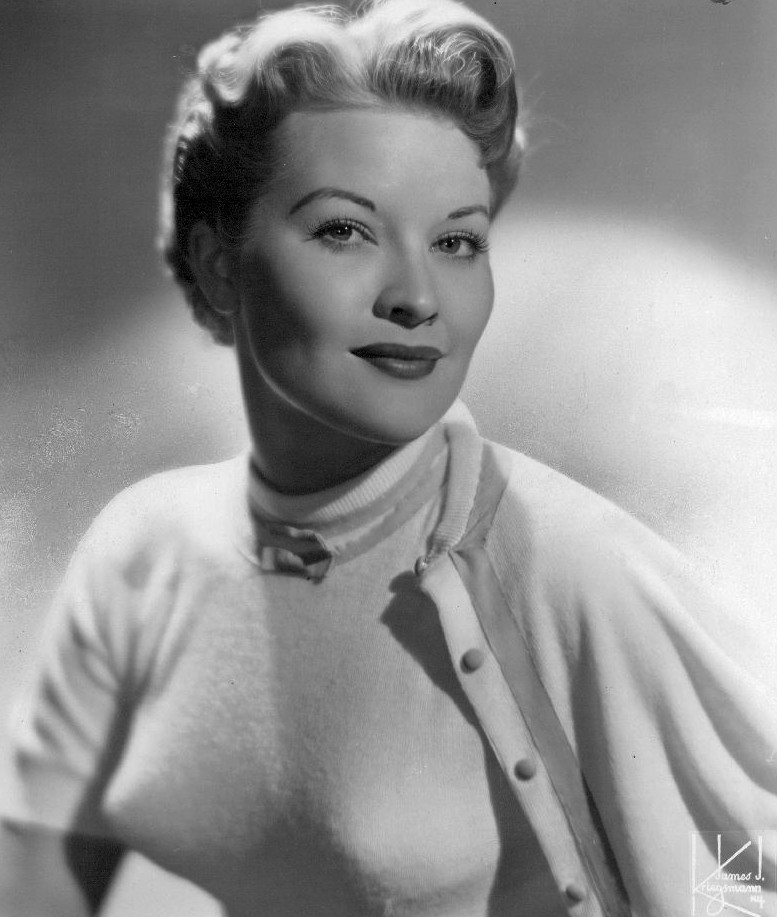
Patti Page iförd strut-bh (bullet bra).
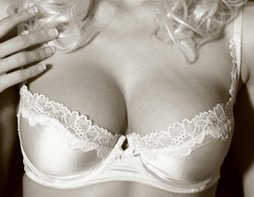
Bygel-bh.
Transparent bh.
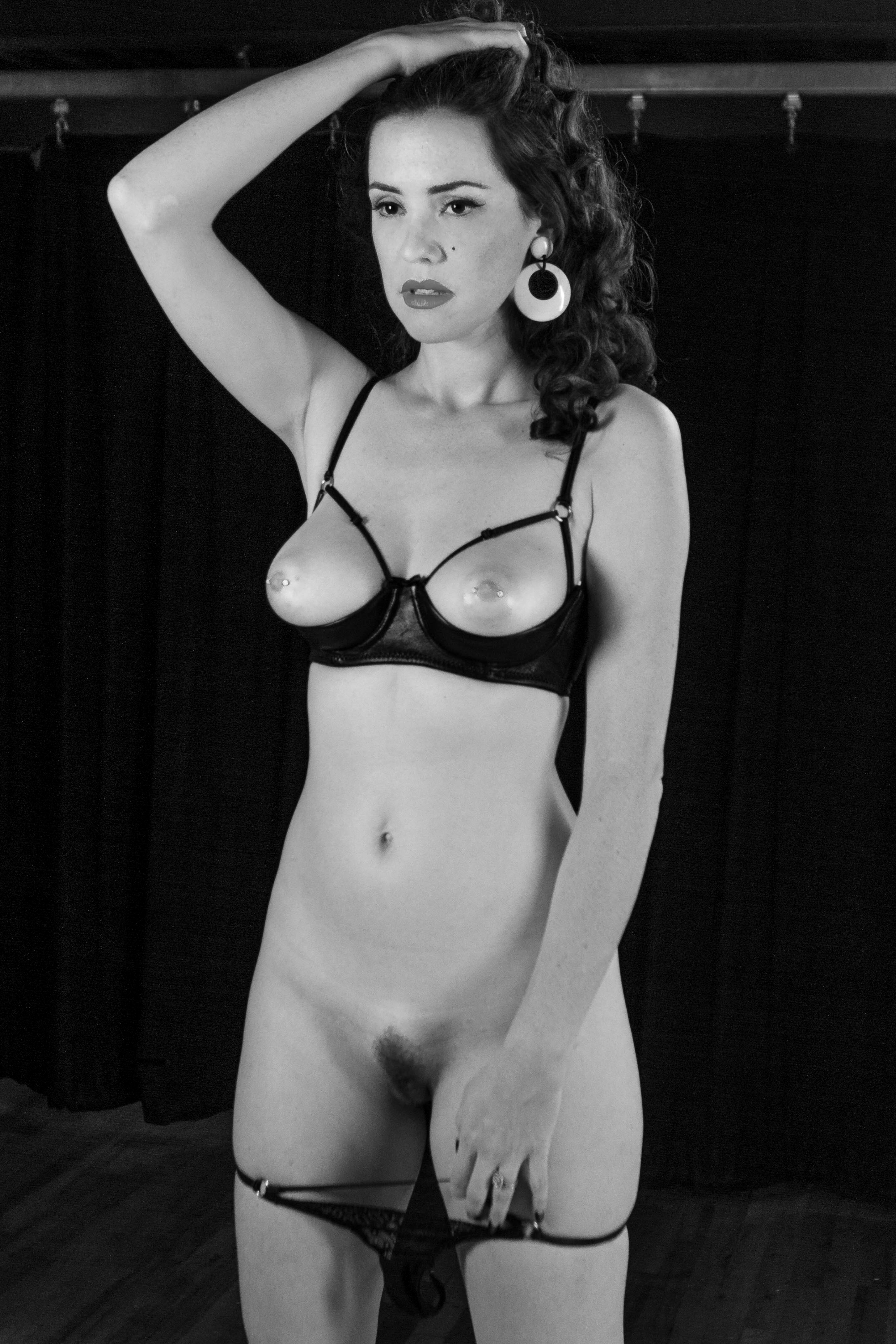
Kvinna med kuplös bh.